# Fehérképű pókmajom
A fehérképű pókmajom (Ateles marginatus) az emlősök (Mammalia) osztályának a főemlősök (Primates) rendjéhez, ezen belül a pókmajomfélék (Atelidae) családjához tartozó faj.

## Előfordulása
Brazília területén honos. Természetes élőhelye az elsődleges esőerdőkben, általában a lombkorona felső szintjén van.

## Megjelenése
A hím fej-test hossza 50 centiméter, a nőstény 30-51 centiméter, farokhossza 61-75 centiméter.

## Életmódja
Tápláléka 80 százalékát gyümölcsök teszik ki, de leveleket, virágokat, rügyeket, fakérget, korhadt fát, magot, mézet és néha kis rovarokat is fogyaszt.

## Szaporodása
A nőstény pókmajom – 200–232 nap vemhesség után – egy utódot hoz a világra.

## Külső hivatkozás
- Képek az interneten a fajról